# 13 (album, Die Ärzte)
13 je osmé studiové album německé punkrockové kapely Die Ärzte. Bylo vydáno 25. května 1998.

## Seznam skladeb
1. „Punk ist…“ (Bela B.) – 3:42 (obsahuje skrytou skladbu „Lady“ (Rodrigo González / Bela B., Rodrigo González) – 3:55)
2. „Ein Lied für dich“ (Farin Urlaub) – 2:43
3. „Goldenes Handwerk“ (Bela B.) – 3:34
4. „Meine Freunde“ (Farin Urlaub) – 1:47
5. „Party stinkt“ (Bela B.) – 3:26
6. „1/2 Lovesong“ (Rodrigo Gonzalez / Bela B., Rodrigo Gonzalez) – 3:52
7. „Ignorama“ (Bela B., Rodrigo Gonzalez/Bela B.) – 2:46
8. „Nie wieder Krieg, nie mehr Las Vegas!“ (Farin Urlaub) – 2:36
9. „Rebell“ (Farin Urlaub) – 3:51
10. „Der Graf“ (Bela B.) – 3:44
11. „Grau“ (Farin Urlaub) – 2:45
12. „Angeber“ (Farin Urlaub) – 2:58
13. „Männer sind Schweine“ (Farin Urlaub) – 4:17
14. „Liebe und Schmerz“ (Bela B.) – 3:52
15. „Nie gesagt“ (Farin Urlaub) – 4:57
16. „Der Infant“ (Bela B.) – 3:05
17. „Grotesksong“ (Farin Urlaub) – 3:40

## Obsazení
- Farin Urlaub – kytara, zpěv, baskytara
- Bela B. – bicí, zpěv
- Rodrigo González – baskytara, zpěv, kytara